# Huron River (Ohio)
Der Huron River ist ein 96 km langer Zufluss des Eriesee an dessen Südufer im nördlichen US-Bundesstaat Ohio.
Der Huron River entwässert 1.044 km² überwiegend landwirtschaftlich genutztes Land, das im Einzugsgebiet des Eriesee liegt. Er entsteht durch den Zusammenfluss von West Branch Huron River und East Branch Huron River bei der Ortschaft Milan im Huron County, fließt mäandrierend in generell nordöstlicher Richtung und mündet bei Huron im Erie County in den Eriesee.
Linker Quellfluss ist der West Branch Huron River, der rund 7 km östlich von Shiloh im Richland County (40° 58′ 19″ N, 82° 31′ 37″ W) entspringt, danach zunächst in westlicher und dann in nördlicher Richtung bis zum Zusammenfluss mit dem East Branch bei Milan strömt.
Rechter Quellfluss ist der East Branch Huron River, der 6 km nördlich der Ortschaft Greenwich im Huron County (41° 4′ 28″ N, 82° 32′ 9″ W) entspringt und danach generell in nordnordwestlicher Richtung bis zum Zusammenfluss mit dem East Branch bei Milan fließt.
Das Einzugsgebiet des Huron Rivers wird überwiegend landwirtschaftlich genutzt, davon sind 74 % Ackerland, 15 % Wald und 3–11 % bebaut oder werden anderweitig verwendet. Der East Branch dient als Wasserreservoir für die Stadt Norwalk, während die Ortschaft Monroeville das Wasser des West Branch als Reservoir nutzt.